# Obliging Young Lady
Pour plus de détails, voir Fiche technique et Distribution.
Obliging Young Lady est un film américain en noir et blanc réalisé par Richard Wallace, sorti en 1942.

## Synopsis
Bridget Potter est la fillette de riches parents en instance de divorce qui se battent pour obtenir sa garde. Sur instruction du juge, l'avocate Linda Norton emmène l'enfant dans une station de montagne isolée pour fuir les reporters et la publicité autour du divorce, et pour ne pas se faire enlever par l'un de ses parents. 
La situation se complique quand les reporters débarquent à la station ; l'un d’entre eux s’énamoure de Linda, qui le repousse avec une gifle. Une convention d'ornithologues amateurs a même lieu à la station.

## Fiche technique
- Réalisation : Richard Wallace
- Scénario : Frank Ryan, Bert Granet, Arthur T. Horman (histoire)
- Directeur de la photographie : Nicholas Musuraca
- Montage : Henry Berman
- Musique : Roy Webb
- Producteur : Howard Benedict
- Société de distribution et de production : RKO Pictures
- Pays de production :  États-Unis
- Langue originale : anglais américain
- Format : noir et blanc — 35 mm — 1,37:1 — son : mono (RCA Sound System)
- Genre : comédie loufoque
- Durée : 80 minutes
- Date de sortie :
  - États-Unis : 20 janvier 1942

## Distribution
- Joan Carroll : Bridget Potter
- Ruth Warrick : Linda Norton, l'avocate
- Edmond O'Brien : "Red" Reddy, le reporter amoureux de Linda
- Eve Arden : la reporter "Space" O'Shea
- Robert Smith (American actor) (en) : Charles Baker
- Franklin Pangborn : le professer Gibney
- Marjorie Gateson : Mira Potter
- John Miljan : George Potter
- George Cleveland : le gérant du chalet
- Luis Alberni : Riccardi
- Charles Lane : le détective
- Fortunio Bonanova : le chef cuisinier
- Frank M. Thomas : Bill Keenan